# 単結晶

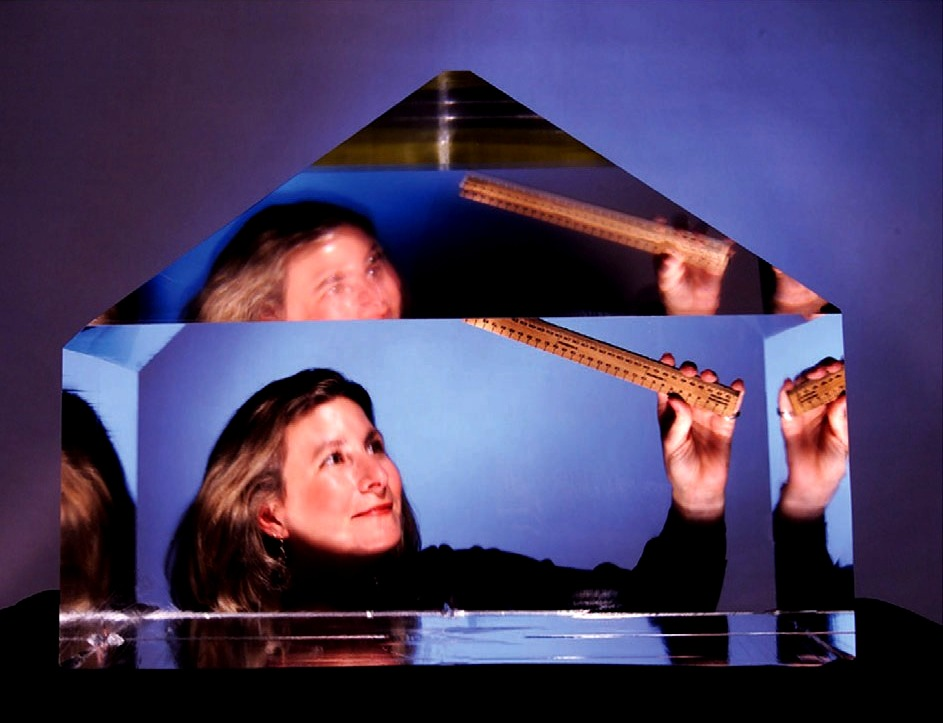
リン酸カリウム KH_{2}PO_{4} の単結晶

単結晶（たんけっしょう、single crystal, monocrystal）とは結晶のどの位置であっても、結晶軸の方向が変わらないものをいう。単結晶の集合体が多結晶である。多結晶中の個々の単結晶を結晶粒という。

## 利用

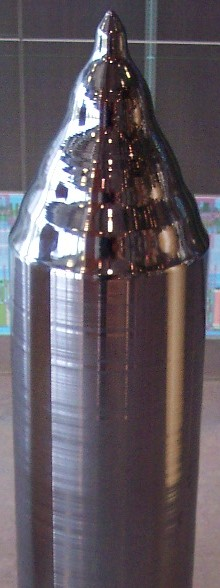
ケイ素の単結晶。これを薄くスライスしシリコンウェハーが作られる。

単結晶の技術は工業的に重要であり、特にシリコン（ケイ素）の単結晶は、半導体製造に欠かせない。
ウエハにはリンなどの不純物をドーピングしており、単結晶ではない。
他の例として、ジェットエンジンをはじめとするガスタービンエンジンでの利用がある。タービンブレードには高温でのクリープ強度が求められるが、ここにはニッケル等をベースとした耐熱合金の単結晶鋳造材料などが用いられている。
有機分子や生体分子の分子構造、無機化合物の結晶構造を決定する技術にX線結晶構造解析がある。その中の単結晶を試料とする手法（単結晶X線回折）は結晶格子内の各原子の位置について非常に多くの情報を与える。そのため、タンパク質や稀少な生体分子について、微量の試料から単結晶を調整して構造解析に供する技術が分子生物学や薬学の成果につながるものとして進歩している。

## 製造
単純な有機化合物や無機塩の単結晶は次のようにして作れる。まず、溶質を溶媒に溶かして溶液を調製する。この溶液をゆっくりと冷却するか、徐々に溶媒を蒸発させると結晶が発生・成長する。この際、冷却や蒸発が速すぎると多結晶や双晶となりやすい。小結晶を種として入れておき、結晶化を促進させることもある。半導体シリコンの単結晶の製造では既にそれまでに作った単結晶の小片を種結晶として使用し、るつぼから回転させながら微速度で引き上げる。ガスタービンに使用する単結晶ブレードの製造では加熱炉の中の鋳型の内部を溶融金属で満たし、鋳型の基部を水冷しておく。鋳型を微速度で下げることで金属は下から凝固を始めるが、この際、鋳型下部の一部に「セレクタ」と呼ばれる細く絞られた部分があるために、凝固する結晶粒界の内のただ1つだけがこのセレクタ部を経由して結晶が続いたまま成長する。このため鋳型の本体部分はすべて単結晶で構成されることになる。超短パルスレーザーによって結晶核を発生させる方法も開発されている。
分子量が大きく、また軟らかいタンパク質は、重力のために構造が歪みきれいな単結晶が得にくい。これを解決するために、強磁場中や、宇宙ステーションなどの微小重力環境での結晶作製が試みられている。